# Saison 1978-1979 du FC Nantes
Chronologie
Saison précédente Saison suivante
La saison 1978-1979 du FC Nantes est la 36e saison de l'histoire du club nantais. Le club est engagé dans trois compétitions : la Division 1 (16e participation), la Coupe de France (36e participation) et la Coupe UEFA (3e participation).

## Effectif

### Transferts
| Nom                    | Nationalité | Poste     | Transfert | Provenance/Destination   | Division                       |
| ---------------------- | ----------- | --------- | --------- | ------------------------ | ------------------------------ |
| Arrivées               |             |           |           |                          |                                |
| Bruno Steck            | France      | Défenseur |           | FC Nantes rés.           | Division 3 - Centre-Ouest (D3) |
| Victor Trossero        | Argentine   | Attaquant |           | CA Unión de Santa Fe     | Primera División (D1)          |
| Départs                |             |           |           |                          |                                |
| Jean-Marc Desrousseaux | France      | Gardien   |           | FC Nantes rés.           | Division 3 - Ouest (D3)        |
| Denis Mérigot          | France      | Défenseur |           | LB Châteauroux           | Division 2 (D2)                |
| Jean-Claude Osman      | France      | Défenseur |           | Angers SCO               | Division 1 (D1)                |
| Georges Van Straelen   | France      | Milieu    |           | FC Girondins de Bordeaux | Division 1 (D1)                |

| Nom         | Nationalité | Poste     | Transfert      | Provenance/Destination | Division        |
| ----------- | ----------- | --------- | -------------- | ---------------------- | --------------- |
| Départs     |             |           |                |                        |                 |
| Henri Aniol | France      | Attaquant | Prêt (octobre) | Paris FC               | Division 1 (D1) |

## Compétitions

### Division 1
| Date                       | Journée | Adversaire               | Lieu | Score | Buteurs du FC Nantes                                               | Class. | Affluence |
| -------------------------- | ------- | ------------------------ | ---- | ----- | ------------------------------------------------------------------ | ------ | --------- |
| Mercredi 19 juillet 1978   | J01     | Stade lavallois          | Dom. | 2 - 1 | Pécout 10e, Rampillon 63e                                          | 6e     | 15.937    |
| Mardi 25 juillet 1978      | J02     | AS Monaco FC             | Ext. | 1 - 2 | Pécout 73e                                                         | 10e    | 6.241     |
| Vendredi 28 juillet 1978   | J03     | RC Strasbourg            | Ext. | 1 - 2 | Baronchelli 7e                                                     | 15e    | 19.301    |
| Mardi 2 août 1978          | J04     | Stade de Reims           | Dom. | 2 - 0 | Lacombe 46e, Baronchelli 78e                                       | 10e    | 12.502    |
| Mardi 8 août 1978          | J05     | Nîmes Olympique          | Ext. | 2 - 4 | Baronchelli 11e, Lacombe 18e                                       | 13e    | 8.999     |
| Vendredi 18 août 1978      | J06     | Lille OSC                | Dom. | 0 - 0 | -                                                                  | 12e    | 19.426    |
| Mardi 22 août 1978         | J07     | AS Saint-Étienne         | Ext. | 1 - 3 | Pécout 65e                                                         | 16e    | 26.116    |
| Vendredi 25 août 1978      | J08     | Angers SCO               | Dom. | 5 - 0 | Baronchelli 34e, V. Trossero 43e 78e 80e, Pécout 76e               | 13e    | 17.876    |
| Mardi 5 septembre 1978     | J09     | Olympique de Marseille   | Ext. | 1 - 1 | V. Trossero 66e                                                    | 13e    | 18.065    |
| Vendredi 8 septembre 1978  | J10     | Paris FC                 | Dom. | 2 - 0 | V. Trossero 4e 40e                                                 | 10e    | 15.525    |
| Mardi 19 septembre 1978    | J11     | FC Girondins de Bordeaux | Ext. | 1 - 1 | V.Trossero 73e                                                     | 9e     | 15.373    |
| Vendredi 22 septembre 1978 | J12     | FC Metz                  | Dom. | 1 - 0 | O. Muller 16e                                                      | 7e     | 13.542    |
| Samedi 30 septembre 1978   | J13     | FC Sochaux-Montbéliard   | Ext. | 1 - 3 | Amisse 84e                                                         | 9e     | 10.000    |
| Samedi 11 octobre 1978     | J14     | SEC Bastia               | Dom. | 1 - 0 | Rampillon 88e                                                      | 8e     | 13.204    |
| Samedi 14 octobre 1978     | J15     | Paris Saint-Germain FC   | Ext. | 1 - 1 | Amisse 62e                                                         | 8e     | 27.911    |
| Samedi 21 octobre 1978     | J16     | US Valenciennes-Anzin    | Dom. | 4 - 0 | V. Trossero 12e, Michel 37e, Baronchelli 42e, Lacombe 67e          | 6e     | 12.142    |
| Vendredi 27 octobre 1978   | J17     | AS Nancy-Lorraine        | Ext. | 2 - 3 | Michel 59e, O. Muller 70e                                          | 6e     | 12.366    |
| Samedi 4 novembre 1978     | J18     | OGC Nice                 | Dom. | 5 - 0 | Michel 4e, Rampillon 38e 80e, Pécout 72e, Amisse 85e               | 6e     | 17.094    |
| Mardi 14 novembre 1978     | J19     | Olympique lyonnais       | Ext. | 3 - 0 | Bibard 12e, Pécout 14e, Amisse 79e                                 | 5e     | 14.000    |
| Vendredi 17 novembre 1978  | J20     | AS Monaco FC             | Dom. | 3 - 0 | Baronchelli 1re, Rampillon 28e, Sahnoun 77e                        | 4e     | 20.134    |
| Dimanche 26 novembre 1978  | J21     | RC Strasbourg            | Dom. | 3 - 0 | Sahnoun 25e, Baronchelli 45e, Rampillon 75e                        | 4e     | 24.814    |
| Dimanche 3 décembre 1978   | J22     | Stade de Reims           | Ext. | 4 - 1 | Baronchelli 3e, Pécout 55e 76e, 63e                                | 3e     | 5.154     |
| Dimanche 10 décembre 1978  | J23     | Nîmes Olympique          | Dom. | 4 - 0 | Pécout 39e 55e, O. Muller 43e, Baronchelli 77e                     | 2nd    | 13.671    |
| Dimanche 17 décembre 1978  | J24     | Lille OSC                | Ext. | 3 - 1 | Pécout 65e 69e, Baronchelli 87e                                    | 2nd    | 18.150    |
| Dimanche 28 janvier 1979   | J25     | AS Saint-Étienne         | Dom. | 3 - 1 | Pécout 2e, Michel 4e, Rampillon 68e                                | 2nd    | 25.742    |
| Dimanche 4 février 1979    | J26     | Angers SCO               | Ext. | 1 - 1 | Rampillon 49e                                                      | 2nd    | 11.367    |
| Dimanche 18 février 1979   | J27     | Olympique de Marseille   | Dom. | 2 - 2 | Baronchelli 11e, Pécout 76e                                        | 2nd    | 13.734    |
| Vendredi 2 mars 1979       | J28     | Paris FC                 | Ext. | 2 - 1 | Baronchelli 59e, Rampillon 89e                                     | 2nd    | 15.000    |
| Vendredi 16 mars 1979      | J29     | FC Girondins de Bordeaux | Dom. | 1 - 0 | Rampillon 20e                                                      | 2nd    | 12.056    |
| Mercredi 28 mars 1979      | J30     | FC Metz                  | Ext. | 3 - 1 | Pécout 9e 26e 36e                                                  | 2nd    | 8.540     |
| Samedi 7 avril 1979        | J31     | FC Sochaux-Montbéliard   | Dom. | 4 - 0 | Pécout 46e, Amisse 70e 77e, Michel 89e                             | 2nd    | 15.283    |
| Vendredi 20 avril 1979     | J32     | SEC Bastia               | Ext. | 0 - 1 | -                                                                  | 2nd    | 3.000     |
| Vendredi 27 avril 1979     | J33     | Paris Saint-Germain FC   | Dom. | 1 - 0 | Amisse 70e                                                         | 2nd    | 10.918    |
| Samedi 5 mai 1979          | J34     | US Valenciennes-Anzin    | Ext. | 1 - 1 | O. Muller 78e                                                      | 3e     | 6.249     |
| Vendredi 18 mai 1979       | J35     | AS Nancy-Lorraine        | Dom. | 3 - 0 | Pécout 32e, Michel 42e, Amisse 83e                                 | 3e     | 18.807    |
| Vendredi 25 mai 1979       | J36     | OGC Nice                 | Ext. | 1 - 1 | O. Muller 11e                                                      | 2nd    | 9.688     |
| Mardi 29 mai 1979          | J37     | Olympique lyonnais       | Dom. | 5 - 1 | Pécout 2e, Rampillon 22e, Amisse 64e, V. Trossero 74e, Tusseau 88e | 2nd    | 14.351    |
| Vendredi 1er juin 1979     | J38     | Stade lavallois          | Ext. | 5 - 0 | Cougé 39e (csc), O. Muller 46e, Pécout 57e 89e, V. Trossero 64e    | 2nd    | 11.300    |

### Coupe de France
| Date                     | Tour                     | Adversaire             | Niveau        | Lieu   | Score      | Buteurs du FCN                                                                         | Affluence |
| ------------------------ | ------------------------ | ---------------------- | ------------- | ------ | ---------- | -------------------------------------------------------------------------------------- | --------- |
| Dimanche 11 février 1979 | 1/32e de finale - aller  | AS Beauvais-Marissel   | D4 - B (D4)   | Ext.   | 8 - 0      | Rampillon 2e, Baronchelli 28e, Amisse 40e, Pécout 43e 45e 49e, Muller 60e, Tusseau 66e | 6.000     |
| Dimanche 11 mars 1979    | 1/16e de finale - aller  | CS Thonon              | D3 - Sud (D3) | Ext.   | 1 - 1      | Sahnoun 60e                                                                            | 9.406     |
| Samedi 24 mars 1979      | 1/16e de finale - retour | CS Thonon              | D3 - Sud (D3) | Dom.   | 3 - 1      | Pécout 30e 67e, Rampillon 57e                                                          | 6.643     |
| Jeudi 12 avril 1979      | 1/8e de finale - aller   | OGC Nice               | D1            | Dom.   | 2 - 1      | Rampillon 11e, Pécout 33e                                                              | 14.000    |
| Mardi 17 avril 1979      | 1/8e de finale - retour  | OGC Nice               | D1            | Ext.   | 2 - 1      | Pécout 3e, Muller 52e                                                                  | 12.366    |
| Mercredi 9 mai 1979      | 1/4 de finale - aller    | Olympique de Marseille | D1            | Dom.   | 3 - 1      | Rampillon 15e, Michel 40e, Muller 50e                                                  | 20.000    |
| Samedi 12 mai 1979       | 1/4 de finale - retour   | Olympique de Marseille | D1            | Ext.   | 2 - 4      | Pécout 6e, Trossero 25e                                                                | 40.323    |
| Mercredi 6 juin 1979     | 1/2 finale - aller       | AS Angoulême           | D2            | Dom.   | 6 - 2      | Rio 22e (pen.) 42e (pen.), Rampillon 29e, Trossero 45e, Pécout 52e, Muller 79e         | 21.000    |
| Samedi 9 juin 1979       | 1/2 finale - retour      | AS Angoulême           | D2            | Ext.   | 1 - 1      | Sahnoun 85e                                                                            | 14.928    |
| Samedi 16 juin 1979      | Finale                   | AJ Auxerre             | D2            | Neutre | 4 - 1 a.p. | Pécout 11e 104e 120e, Muller 113e                                                      | 46.070    |

### Coupe UEFA
| Date                       | Tour                     | Adversaire | Niveau                | Lieu | Score | Buteurs du FCN | Affluence |
| -------------------------- | ------------------------ | ---------- | --------------------- | ---- | ----- | -------------- | --------- |
| Mercredi 13 septembre 1978 | 1/32e de finale - aller  | SL Benfica | Primeira Divisão (D1) | Dom. | 0 - 2 | -              | 12.128    |
| Mercredi 27 septembre 1978 | 1/32e de finale - retour | SL Benfica | Primeira Divisão (D1) | Ext. | 0 - 0 | -              | 50.000    |

## Statistiques

### Statistiques collectives
| Compétition     | Débute au tour  | Termine         | Matches joués | Gagnés | Nuls | Perdus | Buts pour | Buts contre | Différence |
| --------------- | --------------- | --------------- | ------------- | ------ | ---- | ------ | --------- | ----------- | ---------- |
| Division 1      | -               | 2e              | 38            | 23     | 8    | 7      | 85        | 33          | +52        |
| Coupe de France | 1/32e de finale | Vainqueur       | 10            | 7      | 2    | 1      | 32        | 13          | +19        |
| Coupe UEFA      | 1/32e de finale | 1/32e de finale | 2             | 0      | 1    | 1      | 0         | 2           | -2         |
| Total           | -               | -               | 50            | 30     | 11   | 9      | 117       | 48          | +69        |

## Affluences
L'affluence à domicile du FC Nantes atteint un total :
- de 306 758 spectateurs en 19 rencontres de Division 1, soit une moyenne de 16 145/match.
- de 61 643 spectateurs en 4 rencontres de Coupe de France, soit une moyenne de 15 411/match.
- de 12 128 spectateurs en 1 rencontre de Coupe UEFA.
- de 380 529 spectateurs en 24 rencontres toutes compétitions confondues, soit une moyenne de 15 855/match.

Affluence du FC Nantes à domicile